# Рихтрова, Элишка
Элишка Рихтрова (чеш. Eliška Richtrová, при рождении Климова (чеш. Klímová); род. 1 июля 1959, Прага) — чешская шахматистка, гроссмейстер среди женщин (1982). Тренер.
В 1984 году окончила Пражский экономический университет по инженерной специальности. В 1989 году окончила Карловый университет по специальности тренер в шахматах. С 1993 года работает бухгалтером и налоговым консультантом. С 2014 года член муниципалитета города Ческе-Будеёвице. С ноября 2015 член Финансовой комиссии города Ческе-Будеёвице. С декабря 2014 по ноябрь 2015 состояла в наблюдательном совете Ческе-Будеёвице курирующем лес и пруды. С февраля 2016 состоит в наблюдательном совете транспортного предприятия Ческе-Будеёвице.
Пятикратная чемпионка Чехословакии (1979, 1980, 1981, 1982, 1988). Успешно выступила в розыгрыше Кубка Европы среди девушек: Кикинда (1978) — 2-е место. (за Н. Иоселиани). В конце 1970—1980-х годов участница соревнований на первенство мира; в том числе лучшие результаты в межзональных турнирах в Бад-Киссингене (1982) — 4—5-е места с Б. Хунд и в Смедеревска- Паланке (1987) — 2—4-е с Н. Гаприндашвили и И. Левитиной (в дополнительном матч-турнире — 3-е место). Международный турнир в Йере (1987) — 3—5-е места.

## Шахматная карьера
Элишка Рихторова пятикратная чемпионка Чехословакии (1979, 1980, 1981, 1982, 1988). В 1977 и 1978 занимала второе место. Двукратная чемпионка Чехии по быстрым шахматам в 2006 и 2011 году, бронзовая медаль в 2013. В блиц чемпионате Чехии получила серебряную медаль в 2013 и две бронзовые в 2003 и в 2006.
Выиграла второе место на Кубке Европы среди девушек в 1978 году. Участвовала в трёх межзональных турнирах на первенство мира среди женщин в 1982, 1987, 1980, где на последнем в Азове получила третье место и продвинулась до матча на звание чемпионки мира. Победила на нескольких международных соревнованиях (в Нови-Саду в 1981, в Галле в 1983, в Быдгоще в 1985, в Праге 1986 г).
Представляла Чехословакию (1988, 1990, 1992) и Чехию (2008) на шахматной олимпиаде.

### Изменения рейтинга
| Графики недоступны из-за технических проблем. См. информацию на Фабрикаторе и на mediawiki.org. |

## Политическая карьера
Осенью 2014 стала кандидатой от партии ANO 2011 на выборах в местный муниципалитет в Ческе-Будеёвице. ANO 2011 была победителем выборов а Е. Рихторова получила наибольшую поддержку голосов и была выбрана в муниципалитет. Своими основными приоритетами назвала экономику и развитие города. Планировала также занять должность мэра города. Вышла из партии ANO 2011, так как кандидатом в мэры от неё был Йиржи Свобода и баллотировалась от Чешской Социал-Демократической партии. Выборы проиграла Йиржи Свободе. В 2016 году баллотировалась в депутаты Югочешского края от партии PRO 2016, мандат не получила.